# Rue Charles-et-Robert
La rue Charles-et-Robert est une voie du 20e arrondissement de Paris, en France.

## Situation et accès
La rue Charles-et-Robert est une voie publique située dans le 20e arrondissement de Paris. Elle débute au 66, boulevard Davout et se termine place de la Porte-de-Montreuil et rue Maryse-Hilsz.

## Origine du nom

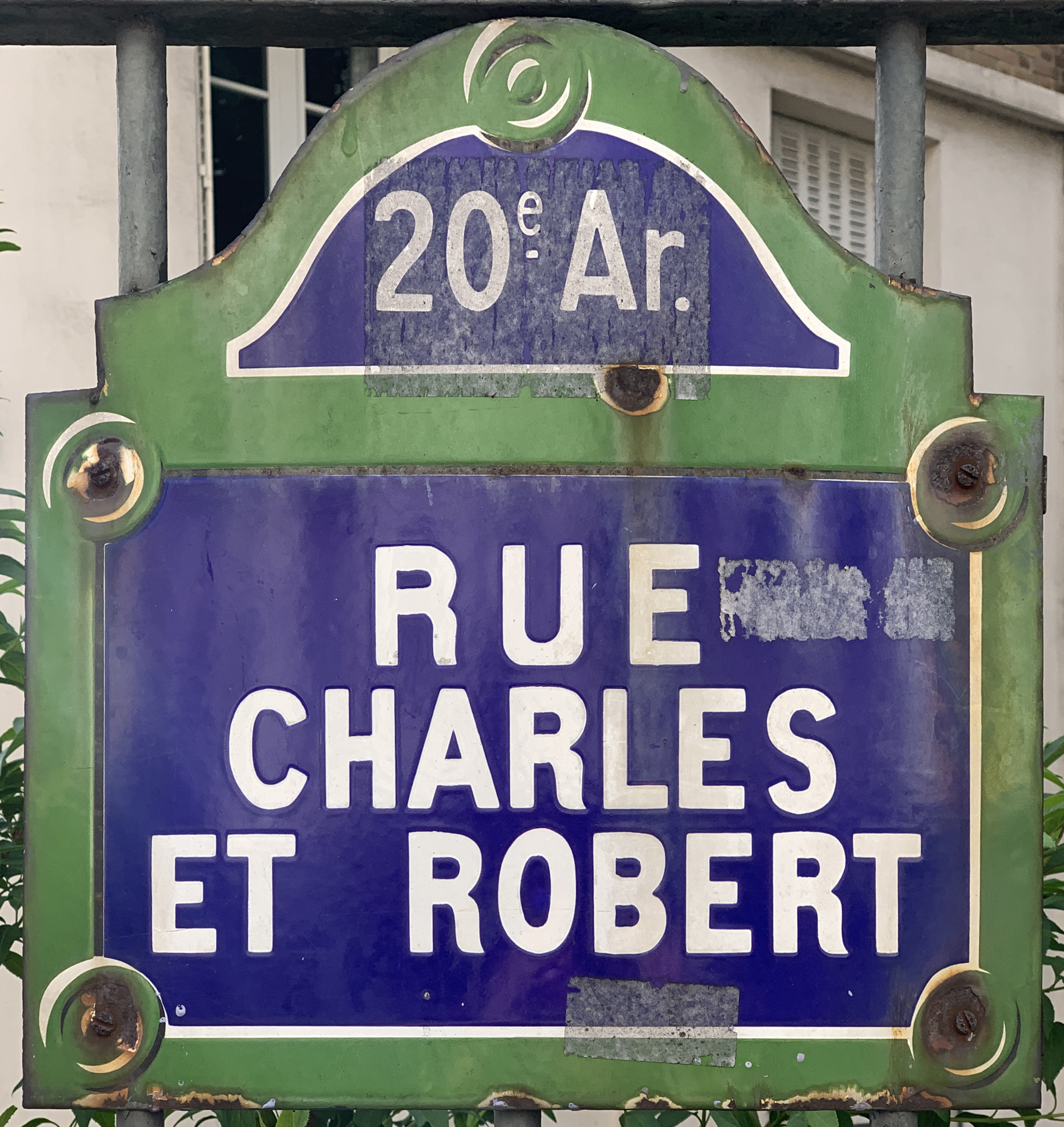
Plaque de la rue.

Cette voie rend honneur à Jacques Alexandre César Charles (1746-1823) et aux frères Robert, ingénieurs et aérostiers, qui ont lancé le premier ballon à gaz d'hydrogène le 27 août 1783.

## Historique
La voie a été ouverte par la Ville de Paris sur l'emplacement du bastion no 11 de l'enceinte de Thiers, sous sa dénomination actuelle, par un arrêté du 3 juin 1932.